# 공명당

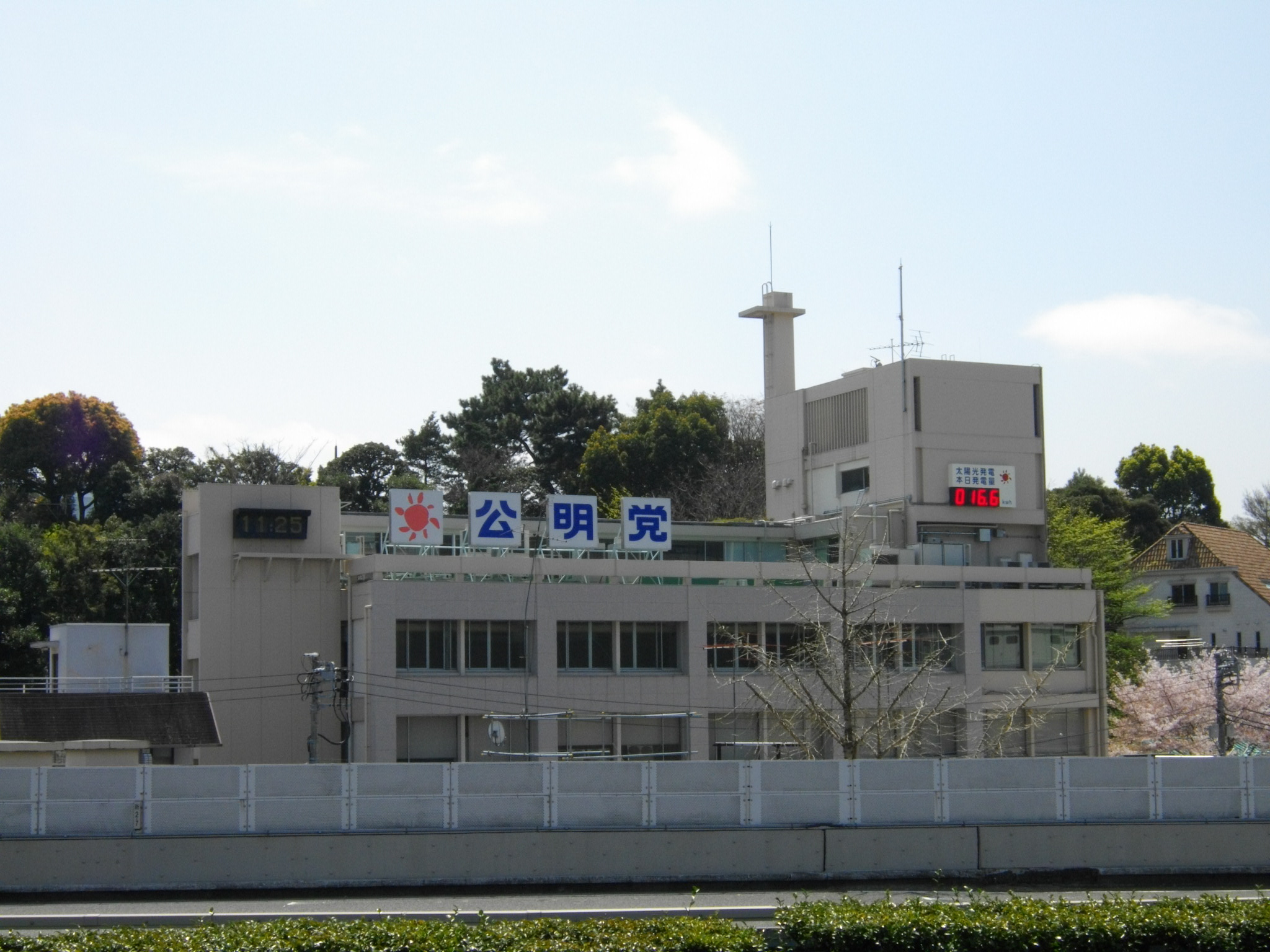
공명당 본부

공명당(일본어: 公明党 고메이토[*], 영어: Komeito, KM)은 일본의 불교 기반 정당이다. 1964년 일련정종계의 종교단체인 창가학회를 모체로 중도정치 실현을 위한다는 목표로 결성되었다. 1980년대까진 혁신 진영과 연대하기도 했으나, 1998년 이후부턴 자유민주당과 협력해 일본의 연립 정권에 참여하고 있다.
약칭으로는 공명(公明)이라고 불린다. 당의 캐치프라이즈는 "작은 목소리를 듣는 힘"(小さな声を、聴く力。)이다. 영어 표기는 1964년 첫 창당부터 1994년 신진당 통합 때까지는 "Komeito"라는 단어를 사용했으나 1998년 공명당 재결성 당시에는 "New Komeito"를 사용하였다. 2014년에는 창당 50주년을 기념하여 "Komeito"라는 단어로 회귀하였다.

## 개요
- 제1기: 1964년 11월 17일 ~ 1994년 12월 5일

1964년에 중의원 진출을 목표로, ‘공명정치연맹’(公明政治連盟)이 결성되었다. 당시 영문 명칭은 ‘The Komeito’.
1964년에 공명정치연맹을 개조하여, 종교정당‘공명당’을 설립.
- 분당기: 1994년 12월 5일 ~ 1998년 11월 7일

1994년 12월 5일, 공명당을 해산하고 ‘공명신당’(公明新党, 중의원 의원과 1995년 선거기의 참의원 의원)과 ‘공명’(1998년 개선기의 참의원 의원과 지방의원)으로 분당. 같은 해 12월 10일에 공명신당은 새로이 신진당에 합류하였다.
- 제2기: 1998년 11월 7일 ~

1998년, 신진당의 해산과 함께 구 공명당 계열의 ‘신당평화’, ‘여명구락부’, ‘공명’이 모여 ‘공명당’을 재결성. 당시 영문 명칭은 ‘New Komeito’가 되었다. 2014년, 공명당이 창당된 지 50주년이 된 계기로 영어 명칭을 'Komeito'으로 변경했다.

## 역사

### 창당 (1964년~1969년)
1956년 창가학회는 정치 활동을 통해 참의원에 3석을 차지했고 1961년 신미일안보조약이 체결되는 과정에서 보혁 갈등이 격화되자 창가학회는 '제3문명'을 기반으로 한 중도정치를 주장하면서 '공명정치연맹'을 결성했다. 공명정치연맹은 이후 1964년 단체에서 정당으로 성격을 바꾸면서 이름도 공명당으로 바꾸게 됐다.

### 혁신 세력과의 연대 (1969년~1992년)
1972년 중의원 선거에서 패배한 공명당은 당 노선을 좌선회해 사회·공명·민사 연대를 추진하기로 결정한다.

### 첫 내각 참여와 신진당 합류 (1992년~1998년)
1992년 참의원 선거에서 사회·공명·민사 연대가 추천한 1인 선거구 후보가 전원 낙선함에 따라 공명당은 정권을 잡기 위해 다른 방법을 쓰기로 결심했다. 공명당은 오자와 이치로가 이끄는 신생당과 친하게 된다.

### 자민당과의 연립 (1998년~현재)
신진당이 해산되자 구 공명당 계열의 정치인들은 다시 정치단체를 결성하게 되고, 자민당과 협력해 연립 정권을 수립하게 된다. 자민당보다 보수색이 옅기 때문에 일본의 우경화를 막는 역할을 한다는 평과 함께, 역으로 자민당에 표만 주고 끌려다닌다는 비판 역시 동시에 받고 있다.

## 같이 보기
- 일본의 정당
- 창가학회

## 참고
- 이기완 (2006). “일본의 정치변동과 공명당의 노선전환”. 《국제정치논총》 46 (3): 213-233.